# Le Désert rouge (film, 1964)
Pour les articles homonymes, voir Le Désert rouge.
Pour plus de détails, voir Fiche technique et Distribution.
Le Désert rouge (Il deserto rosso) est un drame psychologique franco-italien de Michelangelo Antonioni, sorti en 1964.

## Synopsis
À Ravenne, en Italie du Nord, Giuliana marche avec son jeune fils, Valerio, en direction de l'usine pétrochimique dirigée par son mari, Ugo. Passant devant des travailleurs en grève, Giuliana achète nerveusement et impulsivement un sandwich à moitié mangé à l'un d'entre eux. Ils sont entourés d'étranges structures industrielles et de débris qui créent des images et des sons insolites. À l'intérieur de l'usine, Ugo s'entretient avec un associé de passage, Corrado Zeller, qui cherche à recruter des travailleurs pour une opération industrielle en Patagonie, en Argentine. Ugo et Corrado discutent confortablement dans l'usine bruyante lorsque Giuliana arrive. Ugo présente Corrado à Giuliana, qui part attendre dans le bureau d'Ugo.
Ugo raconte ensuite à Corrado que sa femme a eu un récent accident de voiture et que, bien qu'elle s'en soit tirée physiquement, elle ne va pas bien mentalement. Cette nuit-là, dans leur appartement, Giuliana devient très agitée et craintive à cause d'un rêve dans lequel elle s'enfonce dans des sables mouvants. Ugo est incapable de la calmer ou de comprendre ce qu'elle vit.
Corrado lui rend visite dans un magasin vide qu'elle envisage d'ouvrir et lui parle de sa vie et de la nature inquiète de son existence. Elle l'accompagne à Ferrare lors d'une de ses campagnes de recrutement de travailleurs et lui révèle indirectement des détails sur son état mental. Elle lui raconte que lorsqu'elle était à l'hôpital, elle a rencontré une jeune patiente à qui les médecins avaient conseillé de trouver quelqu'un ou quelque chose à aimer. Elle parle de cette jeune femme qui avait l'impression qu'il n'y avait « pas de sol sous elle, qu'elle glissait sur une pente, qu'elle s'enfonçait, qu'elle était toujours sur le point de se noyer ». Ils se rendent à l'observatoire radio de Medicina, où Corrado espère recruter un employé de haut niveau. Entourée d'une architecture industrielle froide, Giuliana semble perdue dans sa solitude et son isolement.
Le week-end suivant, Giuliana, Ugo et Corrado se promènent le long d'un estuaire pollué lorsqu'ils rencontrent un autre couple, Max et Linda, et se rendent ensemble à une petite cabane au bord de la rivière, à Porto Corsini, où ils rencontrent Emilia. Ils passent du temps dans la cabane à discuter de choses insignifiantes, de plaisanteries, de jeux de rôle et de sous-entendus sexuels. Giuliana semble trouver un réconfort temporaire dans ces distractions sans intérêt. Dans un épais brouillard, un mystérieux navire accoste juste devant leur cabane. Au cours de leurs conversations, Corrado et Giuliana se sont rapprochés, et il montre de l'intérêt et de la sympathie pour elle. Lorsqu'un médecin arrive pour monter à bord, Giuliana, voyant que le bateau est désormais en quarantaine à cause d'une maladie infectieuse, commence à devenir agitée du fait d'une crise d'angoisse et manque de tomber du quai.
Quelque temps plus tard, Ugo part en voyage d'affaires et Giuliana passe plus de temps avec Corrado, révélant davantage ses angoisses. Un jour, son fils devient soudainement paralysé à partir de la taille. Craignant qu'il n'ait contracté la polio, Giuliana tente de le réconforter en lui racontant l'histoire d'une jeune fille qui vit sur une île et se baigne sur la plage d'une crique isolée. La jeune fille est à l'aise dans son environnement, mais lorsqu'un mystérieux voilier s'approche au large, tous les rochers de la crique semblent s'animer et chanter pour elle d'une seule voix. Peu après, Giuliana découvre avec stupeur que Valerio faisait semblant d'être paralysé. Incapable d'imaginer pourquoi son fils aurait pu faire une chose aussi cruelle, Giuliana retrouve son sentiment de solitude et d'isolement.
Tourmentée, Giuliana cherche de l’aide auprès de Corrado et se rend dans sa chambre d’hôtel. Alors qu'elle cherche à partager ses doutes, Corrado s’approche et tente de se saisir d’elle. Elle essaie de lui résister mais Corrado parvient à ses fins, et ils ont un rapport sexuel. Après cet événement, le sentiment d'isolement de Giuiliana se renforce. Corrado conduit Giuliana à sa boutique vide, où elle remarque que la réalité a quelque chose d'« affreux ». Elle lui dit qu'il n'a pas été capable de soulager son mal-être, qu'il n'était pas celui qu'elle croyait qu'il était et le quitte.
Plus tard, Giuliana erre jusqu'à un bateau à quai où elle rencontre un marin étranger et lui demande si le bateau prend des passagers. Elle tente de lui communiquer ses sentiments, mais il ne comprend pas ses mots. Reconnaissant la réalité de son isolement, elle déclare : « Nous sommes tous séparés ».
Plus tard dans la journée, Giuliana se promène avec son fils près de l'usine de son mari. Valerio remarque une cheminée proche qui émet une fumée jaune toxique et se demande si les oiseaux sont tués par les émissions toxiques. Giuliana lui répond que les oiseaux ont appris à ne pas voler près de la fumée. Tous deux s'éloignent ensuite hors du cadre, tandis que le film arrive à sa fin.

## Fiche technique
- Titre français : Le Désert rouge[1]
- Titre original : Il deserto rosso[2]

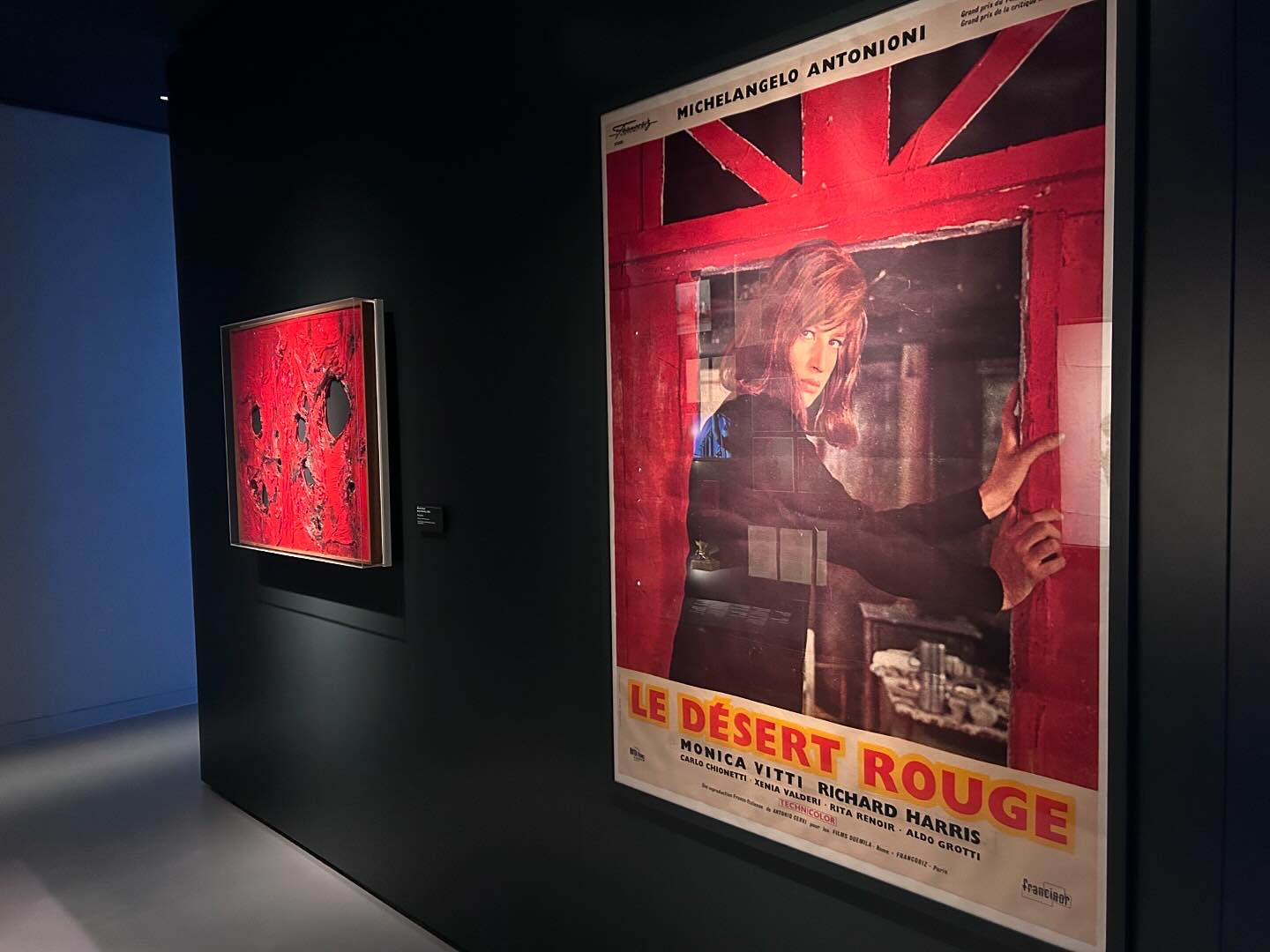
Affiche française du film.

- Réalisateur : Michelangelo Antonioni
- Assistants réalisateurs : 1) Gianni Arduini / 2) Flavio Niccolini
- Scénaristes : Michelangelo Antonioni, Tonino Guerra
- Scripte : Serena Canevari
- Directeur de la photographie : Carlo Di Palma
- Cadreur : Dario Di Palma
- Décors : Piero Poletto
- Costumes : Gitt Magrini
- Musique : Giovanni Fusco, et Vittorio Gelmetti (musique électronique)
- Chant : Cecilia Fusco
- Montage : Eraldo Da Roma, assisté de Marisa Mengoli
- Maquillage : Francesco Freda
- Producteurs : Tonino Cervi, Angelo Rizzoli
- Directeur de production : Ugo Tucci
- Format : couleur (Technicolor) — 35 mm — 1,85:1 — son Mono (Westrex Recording System)
- Genre : drame psychologique[1]
- Durée : 120 minutes
- Date de sortie : 
  - Italie : 7 septembre 1964 (Mostra de Venise 1964) ; 29 octobre 1964 (sortie nationale)
  - France : 27 octobre 1964 (Paris) ; 29 octobre 1964 (sortie nationale)

## Distribution
- Monica Vitti (VF : Nathalie Nerval) : Giuliana
- Richard Harris (VF : Marc Cassot) : Corrado Zeller
- Rita Renoir (VF : elle-même) : Emilia
- Carlo Chionetti (VF : Jean Berger) : Ugo
- Xenia Valderi (VF : Jacqueline Carrel) : Linda
- Aldo Grotti (VF : Jean-Jacques Steen) : Max
- Valerio Bartoleschi (VF : Alain Noël) : Le fils de Giuliana
- Lili Rheims (VF : elle-même) : l'épouse de l'opérateur du téléscope
- Emanuela Paola Carboni
- Bruno Borghi
- Beppe Conti
- Julio Cotignoli
- Giovanni Lolli
- Hiram Mino Madonia
- Giuliano Missirini
- Arturo Parmiani
- Carla Ravasi
- Ivo Scherpiani
- Bruno Scipioni

## Analyse du film

### La modernité dans la narration
Le contenu narratif est réduit, mais le film ne se réduit pas à cela. 
Il s'agit en effet d'un cinéma représentatif. Des événements se déroulent, mais ils ne sont pas au cœur du récit. L’action est ici moins importante que la situation, la tension intérieure, l’atmosphère. Le réalisateur et scénariste Fabio Carpi remarque ainsi qu’Antonioni « va au-delà des faits, il transcrit les idées directement en atmosphères ».
Il s’agit d’une innovation narrative de la part d’Antonioni. 

#### Une rupture avec les normes cinématographiques de la narration
La modernité de la narration repose sur une rupture avec les normes cinématographiques qui régissent traditionnellement l’évolution dramatique du récit.

##### Rupture avec l’évolution dramatique du récit
Le Désert rouge illustre ce qu’Antonioni dit lui-même de son rapport à la narration : 

« Ce qu’on appelle ordinairement la ligne dramatique ne m’intéresse pas. » Il ajoute : « les histoires sont au besoin sans début ni fin, sans scène clef, sans courbe dramatique, sans catharsis, elles peuvent être faites de lambeaux, de fragments. »

Le récit suit une structure en boucle. En effet, la fin du film ressemble au début, ce qui donne l’impression qu’il n’y a pas eu d’évolution entre la situation initiale et la situation finale. Au début et à la fin du film, Giuliana et son fils se promènent près de la raffinerie de pétrole, dont les cheminées crachent une fumée jaune. Giuliana semble dans la même situation, c'est-à-dire dans la même position et au même endroit, sans que nous sachions où en est sa maladie. Par son ambigüité, la scène finale opère une suspension de l’intrigue. Ainsi, elle n’apporte aucune résolution au mystère de la maladie de Giuliana et ne donne pas vraiment d’information sur une éventuelle guérison. Le film se termine en suspens.
Le récit se compose de ce qu'Alberto Boatto, auteur des Structures narratives chez Antonioni, appelle des « actions désarticulées dans le temps ». Les épisodes qui rythment l’intrigue se succèdent sans cohérence ni achèvement obligé, sans liaison causale rigoureuse. Ce sont des vues fragmentaires. Par exemple, dans une séquence, Giuliana interroge brusquement Corrado sur son positionnement politique ; c’est le seul moment du film où ce thème est présent. Les transitions entre les scènes se font parfois par associations d’idées. Par exemple, on passe d’une scène dans la chambre de Valerio, où Ugo joue avec son fils en lui expliquant ce qu’est un gyroscope et en quoi il est utile aux bateaux, à une scène où Giuliana est avec Corrado, précisément sur un bateau.

##### Un récit caractérisé par l’ellipse
Le récit a une dimension lacunaire. Ne pas montrer l’action ne signifie pas qu’il n’y en a pas. Les personnages agissent hors champ car ce n’est pas cela qui est intéressant. Céline Scemama-Heard explique : 

« Le récit procède par ellipses et digressions, réduisant au maximum les possibilités d’expliquer, d’éclaircir le mystère. Les ellipses, ainsi que tous les éléments imprévus qui interviennent dans le récit, ont souvent pour effet de faire oublier tout ce qui pouvait sembler important. »

Le mystère est ici celui de la maladie de Giuliana. Sa souffrance n’est jamais expliquée, elle est seulement montrée. La plupart des événements font digression par rapport à l’éventualité de résoudre ce mystère.
L’importance de l’ellipse dans le récit amène à aborder la question de la temporalité.

#### Une rupture avec la représentation traditionnelle de la temporalité au cinéma

##### Le brouillage des frontières temporelles
Le cinéma d’intrigue ou d’action se fonde sur l’enchaînement logique et sur le crescendo des émotions et des faits, donc sur une progression dramatique. Ce cinéma est lié à une temporalité caractérisée par la linéarité et par le mouvement. Cette temporalité ne convient pas aux voyages intérieurs que propose Antonioni. C’est pourquoi il ne construit pas le récit du Désert rouge de manière traditionnelle.
Pour qualifier la temporalité très particulière du cinéma d’Antonioni, Alberto Boatto parle d’une « temporalité dilatée, sans impulsion artificielle et sans progression linéaire ». En effet, il n’y a ni flash-back ni anticipation, même lorsque le récit aurait pu le justifier. Par exemple, il aurait pu y avoir un flash-back dans le récit pour figurer la tentative de suicide que Giuliana a fait passer pour un accident, mais à la place de cet effet de style, c’est un évènement similaire qu’Antonioni fait intervenir dans le récit. Giuliana paraît rejouer son faux accident en fonçant en voiture jusque devant la mer. La tentative de suicide de Giuliana appartient ainsi au présent, non au passé.
Le temps du film – qui, selon une formule d’Aldo Tassone, est « une sorte d’éternel présent, dilaté, suspendu, non progressif » – est celui d’une durée subjective. Antonioni cherche à nous donner l’impression de vivre avec les personnages leur propre perception du temps, en acte, plutôt que de nous proposer une œuvre structurée en fonction d’une temporalité redécoupée a posteriori par le montage.

##### L’importance des temps morts dans le récit
Laurence Schifano explique qu’Antonioni recompose une durée réelle par la présence de « temps morts » et par l’irruption arbitraire d’éléments bruts, documentaires, chaotiques. Il explore le personnage extérieurement, en le suivant dans les longues séquences qui mettent l’accent sur les temps morts. Aldo Tassone relève : 

« Antonioni continue à "filer" ses interprètes jusque dans les moments où, une fois la scène bouclée, tout semble avoir été dit du point de vue de l’action. Dans ces "temps morts", la caméra tente d’aller recueillir, à l’intérieur même des personnages, les répercussions des événements. "Il est donc erroné de les nommer 'temps morts' puisqu’ils ont une fonction précise", observait avec ironie le cinéaste. »

Antonioni dit lui-même de ces temps morts que « sans ces moments de transition, qui sont les plus vrais pour moi, une histoire n’a plus d’intérêt ». La volonté des personnages est en effet plus remarquable que l’accomplissement de leurs désirs et les scènes s’enchaînent par des appels de tension plus que par des nécessités de logique narrative. Rien ne se passe dans ces temps morts, mais la durée se dilate dans l’attente d’un événement capital qui ne se produit pas car la solitude de l’homme est inhérente à sa nature.

Fabio Carpi qualifie le regard d’Antonioni de : 

« regard laïc qui, à l’intérieur du plan-séquence, récupère les battements du cœur dans les temps morts ». Il ajoute : « C’est un narrateur pervers qui détruit les histoires, auxquelles il ne croit pas, pour nous donner les coordonnées de la vie perçue comme une énigme existentielle. »

On parle de modernité pour définir le cinéma d’Antonioni en raison de son choix de ne pas recourir aux structures traditionnelles de la narration. Ainsi, il ne s’agit pas tant de raconter une histoire que de suivre les personnages auxquels il s’attache. C’est pourquoi il conserve les « temps morts ». Dans la vie, ceux-ci ont en effet autant d’importance que les temps forts. C’est une autre forme de réalisme que celle que le cinéma a l’habitude de représenter, un réalisme que la critique française a qualifié de « réalisme intérieur ».

### Les personnages

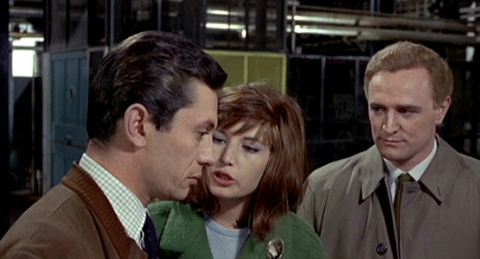
Carlo Chionetti, Monica Vitti et Richard Harris.

Entre son mari, son amant et son fils, Giuliana est névrosée et suicidaire : dans le brouillard, au port, elle fonce en voiture et ne s’arrête qu’à quelques centimètres de l’eau. Auparavant, elle avait déjà attenté à ses jours, tentative de suicide camouflée en accident d'automobile à l’occasion duquel son mari n’était même pas revenu de Londres pour la voir.
De plus, Giuliana a toujours froid, frissonnant dans cet hiver perpétuel sans rêve ni soleil mais avec du brouillard, du gris et la maladie qui rôde. Cachée (dans le bateau), simulée (par le fils singeant la polio), cancer de l’âme (la névrose) favorisé par le silence de la parole humaine.
Contrairement à Giuliana, Ugo est un homme tranquille et leur jeune fils Valerio est passionné de jouets mécaniques tels que robots, gyroscopes et est ouvert à toutes les nouveautés qui l’entourent. C’est tout le portrait de son père : ils sont tous deux adaptés à ce monde des machines et des usines. À ce sujet, le gyroscope est un symbole parlant, car au-delà de son intérêt scientifique, il illustre la stabilité dont jouissent Ugo et son fils et qui fait si désespérément défaut à Giuliana.
Elle se remarque alors par son inadaptabilité au monde : elle est en total décalage avec les autres personnages comme elle est décalée face à l’univers métallique des usines. Elle est incapable de créer un lien avec cet entourage bien réglé.
D’autre part, c’est à travers les yeux de Giuliana que nous voyons le monde, puisque Antonioni est intéressé par « les faits et les sentiments humains passés au filtre de la psychologie féminine. » C’est pour ça qu’on perçoit une certaine inquiétude : Giuliana est sans cesse angoissée, elle a peur de tout : du bruit assourdissant des machines de l’usine, de la maladie de son fils et plus tard, du départ de Corrado. 
L’arrivée de ce nouveau collègue d’Ugo justement, arrivé afin d’embaucher des ouvriers pour l’étranger, va changer le regard qu’elle pose sur elle-même et elle va moins se sentir hors du monde. Cet homme, au départ inquiet par l’attitude de Giuliana, finira par être attendri et il se rapprochera d’elle, car finalement tous les deux se ressemblent : Corrado est « un autre inadapté », fragile, aussi mal dans sa peau. Ils vont se rencontrer pour la première fois dans un magasin que tente d’aménager Giuliana, censé lui donner une occupation stabilisante. Mais, située dans une rue solitaire et incurvée, la boutique est de toute manière impropre au commerce. Quand Corrado rend visite à Giuliana dans cette boutique, elle se montre particulièrement désorientée : elle est incapable de dire ce qu’elle a l’intention de vendre ni de quelle couleur décorer les murs. Ils se rencontreront ensuite plusieurs fois, en présence d’Ugo ou lors d’une réunion d’amis dans une cabane. Leur dernière rencontre se passe dans la chambre d’hôtel de Corrado, où Giuliana est venue se réfugier après avoir découvert le simulacre de son fils. Le désir sexuel semble être une solution pour Giuliana de compenser sa solitude (puisque son mari la délaisse).
Il n’existe pas de rencontre humaine qui ne soient d’essence sexuelle, la dimension érotique étant inhérente aux rapports humains pour Antonioni : citons en exemple la scène dans la cabane où l’érotisme est très présent (œufs de caille aphrodisiaques, personnages se caressent). Mais cette liaison passagère avec Corrado ne procure pas à Giuliana l'apaisement recherché, et elle ne peut quitter sa défiance et sa crispation. De plus, dans la dernière scène du film, elle continue à errer dans le paysage industriel : l’image de la fin du film est la même qu’au début — Giuliana marchant avec son fils dans les alentours des usines —, elle ne semble pas plus tranquille, pas plus équilibrée, et le son électronique du début reprend, comme pour nous montrer que le changement total n’existe pas. Sa relation avec Corrado a été vaine. Il n’a pas été capable d’assumer ses sentiments, car il est déconcerté par l’attitude de l'autre. Une fois Corrado parti, elle tentera une conversation avec un marin qui ne parle pas italien.
Tous deux illustrent le personnage antonionien, qui attend beaucoup de la vie, sa déception étant à la mesure de ces espérances. De plus il maîtrise généralement peu ses sentiments. Ils les ressentent, en souffrent, mais en dissertent mal puisque leurs raisonnements ne les sortent pas des impasses dans lesquelles ils se fourvoient. Ils ne peuvent qu’accepter leur situation. Il n’y a donc pas de héros positif. 
Antonioni exprime ainsi l’incommunicabilité, la difficulté d’avoir des rapports humains satisfaisants. Pour le réalisateur, les états d’âme de ses personnages s’expriment essentiellement par le regard. C’est la seule preuve que les êtres puissent avoir pour savoir s’ils se comprennent ou pas. Voir c’est aussi regarder, et donc, de ce fait, savoir quoi regarder. C’est bien là le problème de Giuliana, qui ne sait « pas quoi voir », et ne trouve donc pas de raison de vivre. Mais voir c’est aussi imaginer et fantasmer : cela reflète une autre facette de la personnalité de Giuliana. C’est aussi une femme calme et douce, notamment avec son fils. Cela se produit lors d’un épisode étonnant au bord de l’eau. Partant de la chambre du fils, où Giuliana raconte une histoire, Antonioni nous plonge dans un univers totalement différent du reste du film. Il n’y a aucun bruit assourdissant, seul la voix de Giuliana. L’onirisme de cette séquence semble représenter le seul refuge de Giuliana : l’imaginaire. Et, lorsque la jeune fille de l’histoire nage, elle entend une voix de femme comme venue de la mer (qu’on a aussi entendue au début parmi les bruits industriels sans comprendre ce qu’elle signifie). Ce serait l’expression du désir de fuite en elle-même de Giuliana face à la normalité évidente de Valerio et d’Ugo. En cela elle rejoint Corrado, qui lui aussi cherche à fuir par ses rêves de voyage en Patagonie. Cependant personne n’arrivera à sortir Giuliana de son état de dépression. Elle a perdu le contact avec la vie et toute confiance en elle-même ; elle s’isole, même de ceux qui lui sont proches. 
Antonioni utilise des techniques particulières pour transmettre les ressentis de Giuliana, par exemple le flou : il signifie qu’elle ne sait plus accommoder sur le réel. De plus, le réalisateur parle d’un « rendu en couleurs des émotions, une mise en couleurs qui d’une façon dynamique ou inconsciente veut illustrer et suggérer l’état émotionnel. » Il s’agit de la visualisation plastique des angoisses de la jeune femme. Le monde dont Giuliana a peur, Antonioni l’exprime ainsi de manière formelle.
Sous l'apparence d'un sujet "psychologique", Antonioni aborde en 1964 des questions de société devenues aujourd'hui centrales  - les relations entre hommes et femmes, la destruction irréversible de l'environnement... mais sans dénoncer, ni préconiser. La vision du monde de l’auteur est désespérée puisque tout est noir pour ses personnages. Mais ce désespoir est circonscrit à des protagonistes qui ne représentent qu’eux-mêmes. Antonioni n’est pas de ceux qui proposent des modèles ou qui sculptent des archétypes. Car les protagonistes d’Antonioni ne sont pas fous ou déréglés car ils ne se définissent pas par rapport aux règles généralement retenues dans les œuvres d’art. Leur complexité est préservée au lieu de la simplification inhérente à la notion de « personnage ». Leur vérité, c’est leur richesse et ce qui pourrait être pris pour du flou, du vague, de l’imprécis constitue au contraire l’aura de personnalités non réductibles aux schémas de la représentation. Antonioni ne donne pas de mode d’emploi de l’existence et ne nous aide pas à résoudre les problèmes de communication et de rapports humains. Il souhaite au contraire que le spectateur se pose des questions : il le pousse à devenir adulte, à regarder en face les incertitudes de la vie.

### Analyse plastique du film
Le Désert rouge est le premier film en couleur de Michelangelo Antonioni. Il s'agit d'une utilisation tardive de la couleur puisque le film date de 1964, alors que le premier film couleur, Becky Sharp, réalisé par Rouben Mamoulian, date de 1935. Mais c'est une utilisation tout à fait particulière du cinéma en couleur qui n'a pas pour but la mimesis. Michelangelo Antonioni explique : 

« je veux peindre la pellicule comme on peint une toile ; je veux inventer des relations entre les couleurs et non me contenter de photographier les couleurs naturelles. »

En effet, dans le cinéma d'Antonioni, la couleur est utilisée pour donner une atmosphère, une ambiance particulière aux différentes scènes. Les ambiances colorées remplacent ainsi la musique au sens hollywoodien du terme puisqu'elles viennent illustrer l'état d'esprit ou les troubles intérieurs des personnages. Ainsi Antonioni va truquer le réel pour obtenir l'effet coloré souhaité. On peut voir sur des photographies prises durant le tournage du Désert rouge, les assistants du réalisateur en train de peindre des arbres présents sur le décor en blanc ou encore la totalité d'une rue en gris.
Mais, plus qu'un effet stylistique, la peinture est un véritable thème du film. D'ailleurs le premier titre qu'Antonioni donne à son film est Bleu, vert. La peinture comme sujet est traité grâce à des références à l'histoire de la peinture mais aussi grâce à des références à la matière même de la peinture. La picturalité du Désert rouge se traduit également par la récurrence de motifs colorés et géométriques. 
À la picturalité du cinéma du réalisateur italien s'ajoute un travail de composition de l'image proche de celle du peintre ou du photographe. En effet, Antonioni se sert de la fenêtre, du cadre de la fenêtre comme d'un châssis de toile à l'intérieur duquel viennent s'inscrire les paysages et les portraits. Grâce à ce système de cadre, Antonioni multiplie le nombre de scènes au sein du même plan et les mises en abîme. 

L'aspect pictural du film est renforcé par le manque de perspective des images. Cet effet est rendu grâce à une utilisation particulière du zoom et du téléobjectif qui écrasent la perspective et mettent tous les plans au même niveau. Antonioni explique : 

« Dans Le Désert rouge j'ai beaucoup travaillé au zoom pour tenter d'obtenir un effet bidimensionnel et diminuer les distances entre les gens et les objets afin qu'ils aient l'air écrasés les uns sur les autres. »

À tel point qu'on se demande qui sont les véritables protagonistes du film : les personnages ou les paysages ? Le paysage industriel portuaire est en effet omniprésent dans Désert rouge, cependant celui-ci n'est pas dénoncé ni critiqué par le réalisateur qui explique à ce sujet : 

« Il est trop simpliste, comme beaucoup l'ont fait, de dire que j'accuse ce monde industrialisé, inhumain où l'individu est écrasé et conduit à la névrose. Mon intention au contraire, encore que l'on sache souvent très bien d'où l'on part mais nullement où l'on aboutira, était de traduire la beauté de ce monde où même les usines peuvent être très belles. La ligne, les courbes des usines et de leurs cheminées sont peut-être plus belles qu'une ligne d'arbres que l'œil a déjà trop vus. C'est un monde riche, vivant, utile. »

Ce qui intéresse donc Antonioni c'est l'esthétique qui se dégage de ces structures tubulaires, géométriques et colorées. 
Antonioni est un réalisateur novateur qui se joue des codes cinématographiques traditionnels. Il ne respecte pas les codes du montage hollywoodien dans lequel le montage est le plus possible effacé. Ici, le montage est visible, fragmenté et ne sert pas forcément l'intrigue. C'est l'effet esthétique qui est désiré.

## Récompenses
- Lion d'or[9] et prix FIPRESCI à la Mostra de Venise 1964